# Luis José de Orbegoso y Moncada
Luis José de Orbegoso y Moncada-Galindo de Burutarán y Morales, 5º conte di Olmos (Usquil, 25 agosto 1795 – Trujillo, 5 febbraio 1847), è stato un politico peruviano.

## Biografia
Dapprima ufficiale nell'esercito spagnolo, passò nel 1826 alle truppe di José de San Martín. Presidente del Perù dal 1833, fu sostenitore di Andrés de Santa Cruz e, caduto questi in Bolivia, fu costretto all'esilio.